# 2012 par pays au Proche-Orient
Les événements par pays de l'année 2012 au Proche-Orient et dans le monde arabe.
Chronologie par pays au Proche-Orient
- 2008
- 2009
- 2010
- 2011
- 2012
- 2013
- 2014
- 2015
- 2016

## Émirats arabes unis
Les Émirats arabes unis (EAU) sont un État fédéral regroupant sept émirats mitoyens, Abou Dabi, Ajman, Charjah, Doubaï, Foudjaïrah, Ras el-Khaïmah et Oumm al-Qaïwaïn.

## Irak
- 14 janvier 2012 : à Bassora, un kamikaze avec une ceinture d'explosifs cause 53 morts et 137 blessés parmi des pèlerins chiites[1].
- 1er février 2012 : l'Irak exécute 17 condamnés à mort en une journée. 34 personnes avaient été exécutées en janvier. Les motifs des condamnations sont le terrorisme, le vol à main armée, l'enlèvement et le meurtre[2].
- 30 juillet 2012 : selon un rapport publié par le Special Inspector General for Iraq Reconstruction (SIGIR), administration américaine chargée de la reconstruction de l'Irak, deux centres d'entraînement construits pour la police nationale irakienne, à Bagdad et à Bassora, pour une valeur totale de 206 millions de dollars, n'ont jamais été utilisés ; les autorités irakiennes les déclarent inutiles[3].
- 28 août 2012 : l'Irak exécute 21 personnes condamnées à mort pour activités terroristes[4].
- 9 septembre 2012 : l'ex-vice-président sunnite Tareq al-Hachemi, exilé en Turquie, est condamné à mort par contumace pour le meurtre de plusieurs personnalités[5].
- 18 décembre 2012 : le président de la République Jalal Talabani est victime d'un accident vasculaire cérébral et est hospitalisé à l'étranger dès le surlendemain. Il ne sera plus en mesure d'exercer ses fonctions jusqu'à son retrait en 2014.

## Jordanie
- 2 mai 2012 : Fayez Tarawneh devient premier ministre de Jordanie pour la seconde fois, à la place d'Aoun Khassawneh, démissionnaire.
- 4 octobre 2012 : le roi Abdallah II décrète la dissolution de la Chambre des représentants. Les élections législatives anticipées auront lieu en janvier 2013.
- 11 octobre 2012 : Abdullah Ensour est nommé premier ministre de Jordanie.
- 13 novembre 2012 : début d'une vague de manifestations (en) déclenchée par la hausse du prix de l'essence, prolongeant le mouvement de contestation commencé en 2011.

## Libye
- 28 janvier 2012 : adoption de la loi électorale.
- 7 juillet 2012 : élection du Congrès général national.
- 8 août 2012 : première session du Congrès.
- 14 novembre 2012 : Abdel Rahim al-Kib quitte ses fonctions de président  du Conseil exécutif. Il est remplacé par Ali Zeidan.

## Maroc
- 3 janvier 2012: nomination, par le roi Mohammed VI, des membres du gouvernement Benkirane.